# Obscurantisme
Pour les courants intellectuels et politiques progressistes, héritiers de la philosophie des Lumières, l’obscurantisme est une attitude d'opposition à la diffusion du savoir, dans n'importe quel domaine.

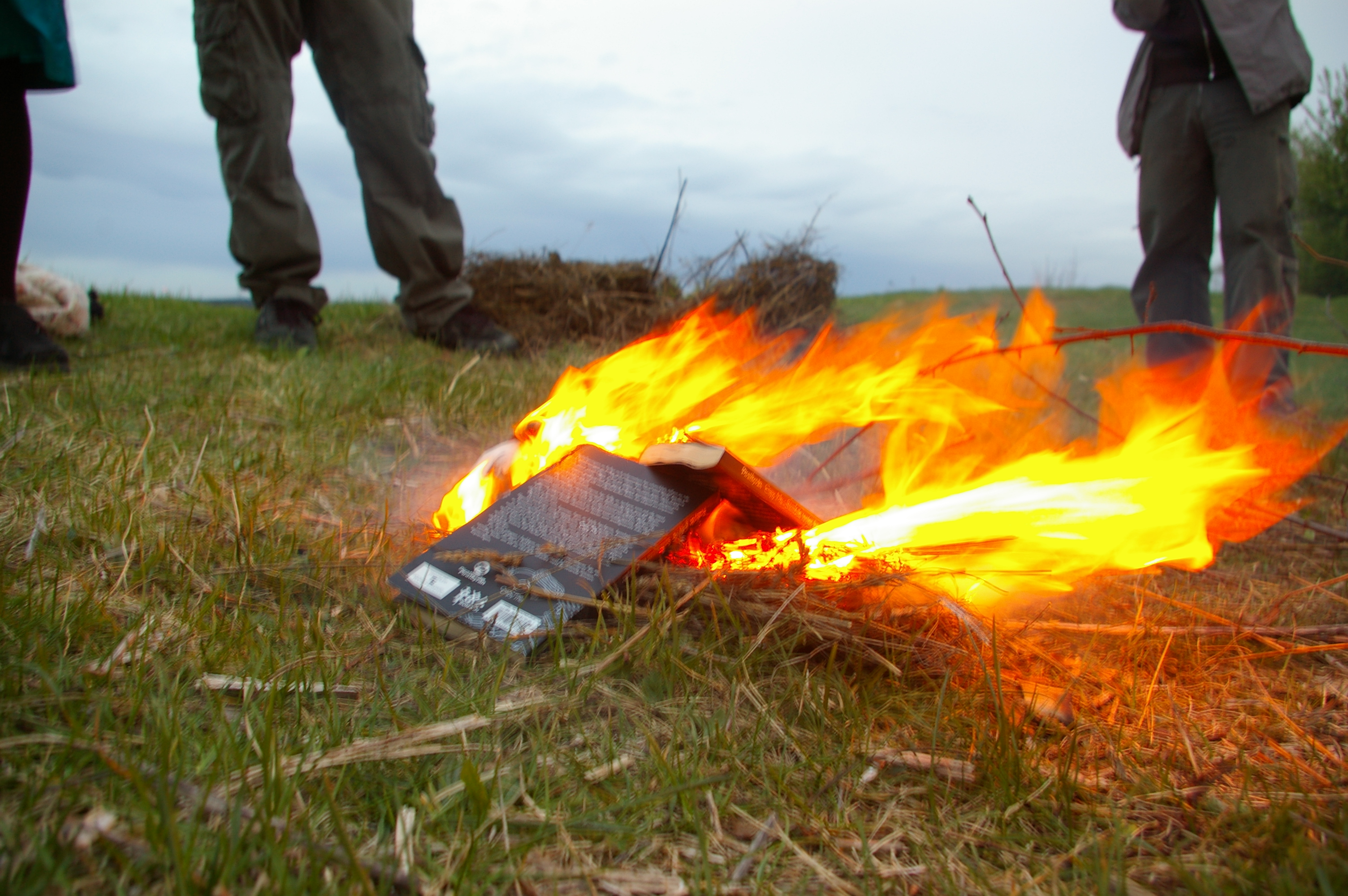
Ray Bradbury publie la dystopie romanesque Fahrenheit 451, qui sera adaptée plus tard par François Truffaut. Des scènes d'autodafés y sont orchestrées par les autorités contrôlant la population. Le personnage principal est un pompier chargé d'incinérer les livres.

## Définition
Le terme « obscurantisme » est exclusivement péjoratif. Un obscurantiste prône et défend une attitude de négation du savoir. Il refuse de reconnaître pour vraies des choses démontrées. Il pose des restrictions dans la diffusion de connaissances. Il est contre la propagation de nouvelles théories.
Par exemple, l'astrologie est aujourd'hui considérée comme obscurantiste, car elle repose sur des interprétations peu compatibles avec les observations scientifiques modernes. Il y a quelques siècles encore, les connaissances scientifiques et notamment astronomiques étaient insuffisantes pour invalider les interprétations astrologiques.
Pour certains athées, les religions sont des croyances obscurantistes, c'est-à-dire détachées de la réalité.
L'obscurantisme est souvent associé à une certaine image du Moyen Âge[réf. nécessaire]. Durant le Moyen Âge, il est mis en rapport avec, l'Inquisition et les autodafés [réf. nécessaire]. Ensuite, à l'époque des grandes découvertes et des Lumières, l'obscurantisme est mis en rapport avec les anciennes idées politiques et religieuses.

## Histoire de l'obscurantisme

### Géocentrisme contre Héliocentrisme
La fin du XVIe siècle a vu le passage d'une représentation du monde géocentrique à une représentation héliocentrique. Rares étaient les scientifiques qui osaient prendre des distances par rapport à la doctrine officielle de l'Église catholique romaine, qui penchait indubitablement pour la première hypothèse (ce qui conduisit à la condamnation de Galilée en 1634). Il fallut attendre Bradley et sa preuve optique de la trajectoire orbitale de la Terre autour du Soleil pour que les œuvres de Galilée soient enlevées de l'index. Cet obscurantisme a provoqué une critique de la part de certains philosophes. Par exemple, Descartes dans le Discours de la méthode parle d'une « philosophie spéculative qu'on enseigne dans les écoles ».

### Les progrès de la technique
Aux XVIIe et XVIIIe siècles, l'extension des procédés de l'imprimerie et de la presse permettait de se rendre compte des découvertes des sciences, et de diffuser ce savoir pour obtenir des applications pratiques dans le domaine technique[réf. nécessaire].

### Le siècle des Lumières
La lutte contre l'« obscurantisme » fut le principal cheval de bataille des penseurs que l'on associe à la période des Lumières, correspondant sensiblement au XVIIIe siècle. C'est dans cet esprit que Voltaire écrivit De l'horrible danger de la lecture (1765).
C'est en effet l'idée centrale des Lumières que le progrès général dans le comportement humain, y compris dans le domaine politique, est conditionné par une diffusion la plus large possible de toutes les connaissances. Et qu'il y a une corrélation de facto entre d'une part l'ignorance et la servitude, et d'autre part entre la connaissance et la liberté.
Tout le projet encyclopédique de d'Alembert et de Diderot incarne cette idée, illustrée par le célèbre opéra de Wolfgang Amadeus Mozart : La Flûte enchantée.

## Le discours obscurantiste
Selon le discours obscurantiste tel que l'ont présenté les philosophes des Lumières, tout propos s'écartant des normes définies par des autorités religieuses et intellectuelles prédéterminées (par exemple et au premier chef : l'Église) est trompeur : il attente donc à la vérité, il est hérésie, blasphème et, une fois ce crime matérialisé, il mérite sanction (bûcher, anathème, etc.).

## Méthodes
L'obscurantisme emploie les méthodes suivantes :
- l'alliance avec le pouvoir permet la censure et le recours à la force publique ;
- le discrédit de l'intelligence, de l'étude  et de l'érudition non par la critique rationnelle mais par la critique essentialiste.

Pour Pierre Bourdieu, notre société n'est pas à l'abri du phénomène : « L'obscurantisme est revenu, mais cette fois nous avons affaire à des gens qui se recommandent de la raison. Face à cela, on ne peut pas se taire ». On peut citer pour illustrer ce propos des exemples d'autodafés modernes.